# Bernd Korzynietz
Bernd Korzynietz (Würzburg, 1979. szeptember 8. –) német labdarúgóhátvéd.